# Saison 2 de Sous le soleil
Chronologie
Saison 1 Saison 3
La deuxième saison de Sous le soleil, série télévisée française créée par Pascal Breton et Olivier Brémond, a été diffusée pour la première fois en France sur la chaîne TF1 du 29 avril au 3 juin 1997, après une absence de dix mois sans diffusion d'épisodes inédits, mais avec des rediffusions. Contrairement à la saison précédente, cette deuxième saison a été diffusée à un rythme quotidien, du lundi au vendredi. Les épisodes ont été programmés à 18 h.

## Distribution

### Distribution principale
- Adeline Blondieau : Caroline Drancourt
- Roméo Sarfati : Louis Lacroix
- Frédéric Deban : Grégory Lacroix
- Bénédicte Delmas : Laure Olivier
- Tonya Kinzinger : Jessica Laury
- Bernard Montiel : Patrick Saint-Val

### Distribution secondaire
- Marie-Christine Adam : Blandine de Loire, ép. Olivier
- Claudine Ancelot : Élisabeth Chouchan
- David Brécourt : Baptiste Mondino
- Sylvain Corthay : Pierre Olivier
- Jean-François Garreaud : Claude Lacroix
- Stéphane Slima : Alain Dulac
- Avy Marciano : Samuel Devos
- Claude Brécourt : Hubert de Talence
- Charley Fouquet : Élise de Talence
- Yves Collignon : Aristide
- Karine Lazard : Nina
- Florence Geanty : Marie

### Invités
- Diane Bellego : Nicole Lacroix
- Sophie Favier : Magali Lescaut
- Christine Lemler : Valentine Chardin

## Épisodes
| № | #  | Titre                       | Réalisé par    | Écrit par                              | 1re diffusion |
| --- | -- | --------------------------- | -------------- | -------------------------------------- | ------------- |
| 14 | 1  | Coups de pouce              | Éric Summer    | Pascale Mémery                         | 29 avril 1997 |
| L’équipe du Saint-Tropez attend avec impatience les résultats du meilleur établissement de la ville. Louis parie déjà sur la victoire et malgré des dettes à la suite des nouveaux aménagements de la plage, il investit encore dans du nouveau matériel. Lorsque le Saint-Tropez obtient le prix, Alain, qui gère le Club Ibiza, est vert de jalousie. Il insinue à tort auprès du journaliste Michel Chassagne que le père de Louis, Claude, a influencé le vote en tant qu’adjoint au maire, pour que son fils remporte la subvention. Après la parution d’un article semant le doute, la rumeur se répand et Claude risque son poste. Caroline, elle-aussi, commence à douter de son petit-ami. Pour montrer sa bonne foi et laver son honneur, Louis décide de faire don de la subvention à l’orphelinat du Père Morin. Pendant ce temps, Laure commence son stage à la Clinique des Lices. Élisabeth Chouchan lui demande d’assister le docteur Baptiste Mondino, qui est aussi son amant. Ce dernier se montre impitoyable avec Laure car il sait que Pierre Olivier a soudoyé la clinique pour que sa fille décroche ce stage. Lorsque Laure apprend les manigances de ses parents pour l’empêcher de partir avec Grégory, c’est l’affrontement. Elle décide même de démissionner, mais Baptiste lui demande de rester car finalement, il est convaincu de son intégrité et de ses compétences. |    |                             |                |                                        |               |
| 15 | 2  | Retour en musique           | Éric Summer    | Martine Legrand et Pascale Mémery      | 1er mai 1997  |
| Caroline apprend que Samuel connaît enfin le succès avec son groupe. D’ailleurs, il revient à Saint-Tropez pour dédicacer son album. Mais c’est surtout pour revoir Caroline à la plage, où il fait la connaissance de Jessica. Évidemment, Louis voit le retour du musicien d’un très mauvais œil, ce qui crée de l’animosité entre lui et Caroline. Jessica intègre Samuel à la programmation d’un concert qu’elle organise au Saint-Tropez, au cours duquel le chanteur invite Caroline sur scène. Il lui présente aussi Fred Longman, son parolier, et lui propose de remplacer la chanteuse de son groupe. Lorsque Louis réalise que sa petite-amie revoit Samuel en cachète, il frappe ce dernier et rompt avec la jeune femme. Cette dernière décide alors d’accepter la proposition de Samuel et quitte Saint-Tropez pour terminer la tournée du groupe. Nicole et Claude, eux, tentent difficilement de s’adapter à nouveau à la vie à deux. Nicole cherche un local en ville pour ouvrir une nouvelle boutique, ce qui laisse peu de temps à Claude pour profiter d’elle, et cela l’irrite. Après une énième dispute, Nicole propose finalement à Claude de poursuivre leur relation tout en ayant son propre appartement. |    |                             |                |                                        |               |
| 16 | 3  | Diagnostic : Jalousie       | Éric Summer    | Simone Girard et Pascale Mémery        | 30 avril 1997 |
| Louis s’inquiète de voir Caroline passer du temps avec Yvan, un client de la plage. Il décide alors d’organiser au Saint-Tropez le concours de "Miss Femme Fatale" dans l’espoir de lui rendre la pareille. À cette occasion, il rencontre Sybille, une jeune fille qu’il utilise pour rendre Caroline jalouse. Mais cette dernière n’est pas dupe et, aidée de Jessica, elle décide de se présenter au concours pour jouer un tour à Louis. Caroline finit par gagner l’élection et Louis comprend qu’elle n’a d’yeux que pour lui. À la Clinique des Lices, Baptiste étouffe dans sa relation secrète avec Élisabeth. Il décide de rompre et se rapproche de Laure, à qui il donne de plus en plus de responsabilités. Élisabeth finit par les suivre et devient folle de jalousie en voyant naître ce qu’elle pense être une idylle. Pour se débarrasser de sa rivale, elle subtilise des résultats d’analyses et accuse Laure de négligence avant de la renvoyer. Baptiste réalise rapidement qu’Élisabeth est derrière tout ça et il confronte cette dernière, l’obligeant à rétablir la vérité. Il décide finalement de quitter la clinique pour une mission au Burkina Faso, d’autant que Laure préfère s’accrocher à Grégory dans l’attente de son retour. Laure et Baptiste échangent tout de même un baiser d’adieu. |    |                             |                |                                        |               |
| 17 | 4  | Un moment d'égarement       | Éric Summer    | Caroline de Kergariou                  | 2 mai 1997    |
| Alain cherche un investisseur pour son club. C’est à cette occasion qu’il rencontre Hubert de Talence, un banquier, ainsi qu’Élise, sa fille. Mais il est distrait par Laure qu’il n’arrive pas à oublier. Cette dernière manque également à Blandine, sa mère, qui désespère de ne pas avoir de nouvelles. Elle entreprend finalement d’aller à la plage dans l’espoir de la croiser. Elle y rencontre Jessica et se montre gentille avec Louis, qui tente de trouver un remplaçant à Caroline pour le service. Désirant se montrer utile, Blandine se prend au jeu et leur rend service au bar. Alain, lui, parvient à ses fins et passe la nuit avec Laure qui, se sentant désespéramment seule, finit par céder à ses avances. Louis les surprend et réagit violemment, ne supportant pas la trahison de Laure envers son frère. Mais il comprend vite que la jeune femme souffre beaucoup de l’éloignement de Grégory. Il lui promet de passer plus de temps avec elle. Rejeté par Laure après ce moment d’égarement, Alain trouve du réconfort dans les bras d’Élise de Talence. |    |                             |                |                                        |               |
| 18 | 5  | L'amie de mon ami           | Yann Michel    | Grégory Boutboul et Pascale Mémery     | 5 mai 1997    |
| Louis réalise qu’il éprouve des sentiments pour Jessica, mais la jeune femme a du mal à y croire car sa réputation de Don Juan je précède et elle ne veut pas être celle qui lui fera oublier Caroline. Laure, qui se sent seule dans son studio depuis le départ de Grégory, propose à Jessica de s’installer ensemble. Elle part donc à la recherche d’une villa et adopte un look sexy dans l’espoir d’amadouer un propriétaire. Loin d’être dupe, ce dernier refuse de lui louer sa maison juste avant de faire un malaise. Laure utilise alors ses talents de médecin, ce qui finit par convaincre l’homme. Au Saint-Tropez, le couturier Thierry Adam privatise les lieux pour y organiser son défilé. Il tombe rapidement sous le charme de Louis, qui voit d'abord en lui une menace par rapport à Jessica qui idolâtre le créateur. Puis il comprend que Thierry joue sur les deux tableaux lorsqu’il lui déclare son amour tout en proposant à Jessica de défiler. Louis court alors avouer ses sentiments à Jessica juste avant qu’elle ne monte sur le podium. |    |                             |                |                                        |               |
| 19 | 6  | À qui la faute ?            | Yann Michel    | Patrick Tringale                       | 6 mai 1997    |
| Caroline revient par surprise à Saint-Tropez, ce qui perturbe Jessica et Louis qui vont devoir lui annoncer qu’ils sont désormais en couple. Mais Caroline a elle aussi quelque chose à leur dire : elle est enceinte. Louis pense immédiatement être le père de ce futur enfant et envisage de quitter Jessica pour assumer sa paternité aux côtés de Caroline. Mais après un rendez-vous avec le docteur Chouchan à la Clinique des Lices, Caroline réalise que c’est Samuel le père. Elle en informe Louis, qui le prend très mal et souhaite ne plus jamais la revoir, avant d’attendre avec impatience Samuel qui, lui aussi, annonce son retour à Saint-Tropez. Mais avant de pouvoir lui dire qu’elle est enceinte, Samuel quitte Caroline pour une autre chanteuse. Dévastée, la jeune femme envisage un avortement mais annule au dernier moment après avoir discuté avec une autre future maman. Caroline s’installe alors dans la villa de Jessica et Laure. De son côté, la jeune interne doit gérer le retour d’Afrique de Baptiste. Élisabeth fait en sorte de la rendre jalouse, mais Baptise n’a pas oublié Laure, qu’il couvre de cadeaux. |    |                             |                |                                        |               |
| 20 | 7  | Loin des yeux               | Yann Michel    | Soline Delmas                          | 7 mai 1997    |
| Laure fait de l’excellent travail à la clinique, si bien que Baptiste demande à Élisabeth de confier à la jeune femme plus de responsabilités. Laure en est ravie car le temps lui semble long à force d’attendre Grégory. D’ailleurs, ce dernier remporte une course en mer et annonce en direct à la télévision qu’il repart pour une autre frégate dans la foulée. Si la bande se réjouit de sa victoire, Laure est désemparée, d’autant que les sentiments de Baptiste à son égard sont de plus en plus réciproques. Mais lorsque Grégory disparaît en mer, tout le monde s’affole. Louis, Nicole et Claude sont très inquiets, et Laure commet une faute professionnelle. Élisabeth lui retire d’abord le dossier avant de comprendre la situation difficile dans laquelle elle se trouve. Jessica, elle, ne peut que comprendre le désarroi de Laure, ayant elle-même vécu la même expérience lorsqu’elle était amoureuse de Grégory et qu’il était reparti en mer malgré tout. Réalisant qu’elle ne veut plus vivre dans cette attente perpétuelle, Laure déclare sa flemme à Baptiste et enregistre un message pour Grégory lui annonçant leur rupture. |    |                             |                |                                        |               |
| 21 | 8  | Sexe, mensonge et calomnie  | Éric Summer    | Élisabeth Rio                          | 8 mai 1997    |
| Louis doit s’occuper de sa cousine Charlotte le temps d’une semaine. Sa venue coïncide avec le retour à Saint-Tropez de Patrick Saint-Val, dont elle est une grande admiratrice. Patrick, qui est en permanence suivi d’un journaliste pour le tournage d’un documentaire sur sa vie, décide d’organiser une fête pour son anniversaire au bar de la plage. Charlotte profite de l’occasion pour se faire remarquer et insiste pour terminer la soirée chez Patrick. Le lendemain, elle accuse l’acteur d’agression sexuelle. La presse s’emballe et Patrick est arrêté. Jessica et surtout Caroline ont du mal à croire que Patrick ait pu faire une chose pareille, d’autant qu’il se montre très correct avec la future maman lorsqu’elle fait un léger malaise. Plus tard, il suffit à Caroline de faire un petit peu pression sur Charlotte pour que, face au juge, cette dernière avoue avoir menti. De son côté, Laure s’épanouit de plus en plus ouvertement dans sa relation avec Baptiste. |    |                             |                |                                        |               |
| 22 | 9  | Le démon de midi            | Yann Michel    | Régine Sabre                           | 9 mai 1997    |
| Depuis les fausses accusations de Charlotte, Caroline est sans nouvelle de Patrick. L’acteur reste reclus dans sa villa et refuse de voir du monde. La jeune femme tente de lui faire remonter la pente mais le monde du cinéma lui a, semble-t-il, tourné le dos. Caroline décide alors d’organiser une projection privée de son dernier film au Saint-Tropez. D’abord réticent, Patrick décide finalement d’accepter et l’événement est un succès. Ses sentiments pour Caroline grandissent peu à peu, mais cette dernière préfère ne pas précipiter les choses. Blandine Olivier se sent de plus en plus malheureuse. Son mari Pierre la délaisse pour ses affaires, mais surtout pour Magali, sa jeune maîtresse. Délaissée, Blandine se met à boire. Laure découvre la liaison de son père et lui demande de tout avouer à sa mère. Mais Pierre hésite car il éprouve toujours des sentiments pour sa femme. C’est finalement Laure qui annonce la nouvelle à Blandine. Cette dernière demande le divorce et part s’installer chez Laure. |    |                             |                |                                        |               |
| 23 | 10 | Taire ou ne pas taire ?     | Éric Summer    | Eugénie Dard                           | 12 mai 1997   |
| La mère de Jessica, Cécile, et son beau-père Jack arrivent des États-Unis pour rendre visite à la jeune femme. Mais cette dernière n’est pas enchantée à l'idée de revoir celui qui a tenté d’abuser d’elle. Elle confie ce secret de famille à Caroline qui lui apporte tout son soutien. Pensant bien faire, Louis pousse Jessica à passer plus de temps avec sa famille, ce qui permet à Jack de retomber dans ses travers. Il finit par l'embrasser de force, ce qui convainc Jessica d’en parler à sa mère. Dans le déni, Cécile pose la question à Jack qui accuse Jessica de mentir. Avant de rentrer en Amérique, Jack se rend chez Jessica et la frappe. Mais au même moment, Louis et Cécile arrivent à la villa et assistent à la scène. La mère de Jessica ouvre les yeux et décide de divorcer. Blandine, elle, se montre très envahissante à la villa des filles. Caroline a d’ailleurs beaucoup de mal à la voir retourner la maison pour y faire le ménage. Laure et elle l’encouragent à retrouver une vie sociale et à sortir. C’est à cette occasion que Baptiste lui est officiellement présenté comme le nouveau compagnon de sa fille. Se sentant des ailes pousser, Blandine décide de se trouver un petit appartement. |    |                             |                |                                        |               |
| 24 | 11 | Le plus beau jour de ma vie | Yann Michel    | Caroline de Kergariou et Soline Delmas | 13 mai 1997   |
| Alain va épouser Élise. Il en informe Laure et, après avoir rencontré Baptiste, les invite au mariage. Mais Alain n’a pas oublié son premier amour, si bien qu’il se montre très distant avec la fille d’Hubert de Talence. Ce dernier le met en garde de ne pas faire souffrir sa fille, mais au cours de la réception, Alain ne peut s’empêcher de ressasser leur histoire d’amour passée auprès de Laure. Élise surprend leur conversation et décide de mettre fin à ses jours en avalant une boîte de médicaments et en se jetant à la mer. Laure parvient à la sauver et Alain réalise à quel point sa femme est amoureuse de lui. Bouleversé, il se décide à prendre soin d’elle. Mais son père, profitant de sa faiblesse psychologique depuis plusieurs années, éloigne Élise d’Alain en l’envoyant dans une maison de repos. Au Saint-Tropez où une fête costumée est organisée, Louis tombe sous le charme d’Héléna, une cliente. Loin d’en être affectée, Jessica est elle-aussi attirée par un autre. Après un petit jeu de dupes, le couple décide de mettre un terme à leur relation, réalisant qu’ils sont davantage faits pour être amis plutôt qu’amants. |    |                             |                |                                        |               |
| 25 | 12 | Cœur piégé                  | Éric Summer    | Catherine Foussadier                   | 14 mai 1997   |
| Louis s’absente du bar pour une semaine de formation en gestion. Claude, toujours propriétaire, fournit à Jessica une procuration ainsi que le chéquier de la plage. Cela attire l’attention d’un client de passage, Vincent. Il ne tarde pas à jouer de ses charmes pour séduire la jeune serveuse. Très vite, Vincent gagne la confiance de Jessica qui croit aveuglément à ses histoires de plongées sous-marines à la recherche de trésors. Le jeune homme s’installe même à la villa des filles et se sert au Saint-Tropez sans rien payer. Caroline s’en inquiète et partage ses soupçons avec son amie, mais Jessica s’en offusque et les deux filles se disputent. Caroline peut au moins se confier à Patrick, qui lui avoue son amour. D’abord réticente, la jeune femme comprend qu’elle n’est pas une énième groupie aux yeux de l’acteur. À la plage, lorsque le nouveau zodiac qu’elle a acheté pour Vincent avec l’argent du bar disparaît, tout comme le contenu du tiroir-caisse et les affaires personnelles du jeune homme, Jessica réalise qu’elle a été dupée. Elle promet à Claude de le rembourser et se réconcilie avec Caroline. Cette dernière, elle, pousse Patrick à accepter de partir pour le tournage d’un nouveau film, malgré leur idylle naissante. |    |                             |                |                                        |               |
| 26 | 13 | Un père de trop             | Yann Michel    | Patrick Tringale                       | 15 mai 1997   |
| Louis est ravi de recevoir un héritage surprise d’un certain Gilles Loubet. C’est que sa mère Nicole n’a jamais voulu lui dire que Claude n’est pas son père biologique. Louis réagit très mal à la nouvelle et rejette tous ceux qui l’entourent. Il reprend contact avec d’anciens amis peu fréquentables dont Jimi, avec lesquels il sème la terreur dans toute la ville. Après avoir agressé un éducateur municipal, il est arrêté et conduit au commissariat où Claude parvient, grâce à ses relations, à le faire libérer sans poursuites. Loin d’être reconnaissant, Louis rejette à nouveau Claude qui préfère couper les ponts avec le jeune homme devenu incontrôlable. Ceci engendre également une violente dispute entre les parents de Louis, qui mettent un terme à leur relation. Mais lorsque Claude envisage de vendre la plage et se fait agresser par Jimi, Louis se bat pour le défendre. Père et fils font alors la paix et se retrouvent pour la dernière soirée de Nicole à Saint-Tropez. Parallèlement, Jessica et Caroline sont à la recherche d’un colocataire afin d’apporter un peu de masculinité à la villa. Elles passent une petite annonce et Jessica porte son choix sur un certain Tristan. Caroline n’est pas convaincue mais accepte de le prendre à l’essai. |    |                             |                |                                        |               |
| 27 | 14 | Retour à la case départ     | Éric Summer    | Régine Sabre                           | 16 mai 1997   |
| Blandine et Pierre ont bientôt rendez-vous chez le juge pour entériner leur divorce. Mais l’homme d’affaire a également des soucis au sein de sa société qui est au bord de la faillite en raison d’irrégularités dans la comptabilité. Alors que Magali préfère s’éloigner de Pierre lorsque l’affaire éclate, Blandine fait tout son possible pour l’aider. Elle contacte Alain qui n’hésite pas à lui faire un chèque, et elle fait face à la presse en niant sa demande de divorce afin de ne pas affaiblir un peu plus son futur ex-mari. Lorsque Pierre réalise que son comptable est à l’origine des malversations, son nom est lavé de tous soupçons et Magali tente de revenir vers lui. Mais il la rejette et réalise qu’il s’est trompé, d’autant que l’aide de Blandine lui a fait comprendre qu’ils étaient toujours amoureux l’un de l’autre. Au moment de passer devant le juge, Pierre et Blandine s’enfuient et se retrouvent comme au premier jour. À la villa des filles, Tristan est de plus en plus insupportable, non seulement parce qu’il ignore Caroline mais aussi parce qu’il en fait beaucoup trop pour séduire Jessica. Même si dans un premier temps la jeune fille apprécie ses gestes d’attention, elle suffoque rapidement de ne rien pouvoir faire sans l’avoir dans ses pieds. Aidé de Louis, les filles cherchent un moyen de s’en débarrasser. Mais Tristan apprend qu’il est muté dans le nord de la France, et c’est dépité qu’il doit quitter la villa. |    |                             |                |                                        |               |
| 28 | 15 | Trop star pour toi          | Éric Summer    | Élisabeth Rio                          | 19 mai 1997   |
| Prise de contractions soudaines, Caroline accouche d’un petit Tom un mois avant la date prévue. De ce fait, Patrick n’est pas à ses côtés pour l’événement. Elle peut en revanche compter sur Laure qui, en raison du retard de Baptiste, s’occupe seule de l’accouchement, et sur Jessica et Louis qui organisent tout à la villa pour préparer l’arrivée du nouveau-né. Mais Caroline déprime, d’une part parce qu’elle est seule, mais aussi parce que Samuel ignore l’existence de Tom, parce qu’elle est désormais une très jeune mère célibataire sans emploi, et parce que sa mère ne peut pas venir à Saint-Tropez avant un mois. Alors, lorsqu’elle apprend dans la presse que Patrick aurait une nouvelle compagne, elle décide de quitter Saint-Tropez et de retourner vivre chez sa mère à Paris. Mise au courant par Jessica, Patrick quitte son tournage et revient pour s’expliquer, mais Caroline refuse de lui parler. Louis et Jessica parviennent à convaincre la jeune maman de laisser une chance à Patrick. Ce dernier lui explique qu’il n’a aucune autre relation, et il déclare à la presse être amoureux de Caroline et vouloir l’aider à élever son bébé. De leur côté, les époux Olivier tentent de remonter la pente. Blandine souhaite ainsi travailler, mais Pierre préfère la voir en maîtresse de maison. Même Anne-Sophie, son amie, se moque de Blandine lorsqu’elle lui avoue avoir trouvé en secret un job d’enquêtrice. Contre toute attente, son mari Pierre la soutient dans sa démarche lorsqu’il finit par découvrir son petit secret.                                                                            |    |                             |                |                                        |               |
| 29 | 16 | Quitte ou double            | Yann Michel    | Martine Legrand et Pascale Mémery      | 20 mai 1997   |
| Obsédé par le message d’adieu de Laure, Grégory rentre au port de Saint-Tropez et décide d’y rester afin de la reconquérir. Caroline, Jessica et Louis redoutent leurs retrouvailles puisque désormais Laure fréquente Baptiste, mais malgré cette relation, la jeune femme passe la nuit avec son amour de jeunesse. Laure préfère ne pas en parler à Baptiste et commence à mener une double vie. Mais une patiente de la clinique qui a vu Laure et Grégory s’embrasser vend la mèche au médecin. Ce dernier tente de prendre Laure à son propre piège et s’arrange pour rencontrer le marin. Les trois protagonistes finissent par se retrouver ensemble à un concert organisé à la plage. Laure doit choisir, et une gifle que lui donne Grégory la convainc de retourner auprès de Baptiste. Grégory finit par se morfondre dans un bar en partageant un verre avec Alain, qui lui aussi tente d’oublier son chagrin. Il est parvenu à revoir sa femme Élise revenue de sa maison de repos, et ce malgré les agissements d’Hubert pour les éloigner. Malheureusement, bien qu’il ait pu lui déclarer son amour sincère, Élise décide de repartir pour réfléchir à l’avenir de leur mariage. |    |                             |                |                                        |               |
| 30 | 17 | L'héritage                  | Yann Michel    | Patrick Tringale                       | 21 mai 1997   |
| La situation financière du bar est compliquée, surtout depuis qu’une tempête a fragilisé le ponton qui a besoin de réparations. Louis, qui a hérité d’un domaine viticole à la mort de Gilles, son père naturel, s’y rend avec une conseillère en immobilier afin de le vendre et d’utiliser l’argent pour investir à la plage. Il y rencontre les gardiens du domaine, Aristide et sa fille Nina. Cette dernière prend très mal la nouvelle car sa famille a consacré toute sa vie à l’exploitation de ces vignes, et sa mère y est enterrée. Touché par leur histoire, Louis tente de trouver une solution. Caroline, elle, quitte la villa des filles pour s’installer chez Patrick. Mais entre le va-et-vient des journalistes, les réceptions mondaines et les amis du show-biz, Caroline n’a plus le temps de voir son fils grandir, laissé aux soins de Manon, une nourrice. Patrick, à qui Louis s’est résigné à demander de l’aide, propose alors de lui racheter le domaine afin d’y vivre une vie plus au calme avec Caroline et Tom. |    |                             |                |                                        |               |
| 31 | 18 | Bienvenue à bord            | François Azria | Eugénie Dard                           | 22 mai 1997   |
| Fanny, une amie d’enfance de Laure, passe quelques jours de vacances à Saint-Tropez. Elle y fait la connaissance de Grégory et tombe immédiatement sous son charme. Laure prétend n’y voir aucun inconvénient, mais elle devient de plus en plus irritable, y compris avec Baptiste. Lorsqu’elle apprend que Fanny a perdu sa virginité avec Grégory, elle fait en sorte de le provoquer en prêtant à son amie le collier qu’il lui avait offert. Piqué au vif, Grégory repousse violemment Fanny sur son bateau. Désemparée, elle se jette à la mer et disparaît. Après une longue nuit d’inquiétude pour Laure et Grégory, la jeune femme réapparaît après avoir compris que ce dernier est toujours amoureux de Laure. Fanny rentre alors chez elle. Au bar de la plage, Louis se vante d’avoir touché un héritage et d’être confortable financièrement. Jessica lui demande alors une augmentation, ce qu’il refuse. Vexée, elle décide de se mettre en grève, laissant Louis se débrouiller tout seul. Réalisant qu’il a besoin de la jeune femme, il finit par accéder à sa demande. Grégory, bien décidé à arrêter ses bêtises, accepte l’invitation de Jessica de venir vivre dans sa villa où elle est seule depuis que Laure vit chez Baptiste et Caroline avec Patrick. |    |                             |                |                                        |               |
| 32 | 19 | L'amour à risque            | Yann Michel    | Patrick Tringale                       | 23 mai 1997   |
| Antoine, un ami d’enfance de Louis, arrive au Saint-Tropez pour fêter son anniversaire. Mais le garçon n’a pas le cœur à la fête depuis que sa petite-amie a coupé les ponts avec lui du jour au lendemain et sans explications. Au détour d’une conversation, Laure fait le lien entre cette fille prénommée Adèle et une patiente de Baptiste à la clinique, contaminée par le virus du sida. Antoine s’étant installée chez Jessica pour quelques jours, Laure s’en inquiète car Adèle aurait pu contaminer Antoine sans qu’il le sache. Voyant Jessica et Antoine passer beaucoup de temps ensemble, Laure avoue alors à ce dernier savoir où sa petite-amie est passée et lui annonce sa maladie. Elle demande à Antoine de passer un test de dépistage au plus vite. Baptiste réagit violemment car selon lui, Laure a rompu le secret médical. Le couple se déchire, d’autant que l’ombre de Grégory plane toujours entre les deux. Laure décide de prendre du recul et passe la nuit dans un hôtel. Jessica est également mise au courant, mais cela ne l’effraie pas et, attirée par le jeune-homme, elle passe la nuit avec lui. Au petit matin, Laure leur annonce que le test s’est révélé négatif, et la jeune femme se réconcilie aussi avec Baptiste. Contacté par Adèle, Antoine décide de ne pas poursuivre son idylle avec Jessica et d’aller retrouver sa petite-amie afin de la soutenir dans cette épreuve. Malheureuse mais compréhensive, Jessica n’a d’autres choix que de le laisser partir. |    |                             |                |                                        |               |
| 33 | 20 | Amies d'enfance             | Yann Michel    | Soline Delmas                          | 26 mai 1997   |
| Anita, une cousine peu appréciée de Laure, débarque sans prévenir en ville et s’installe chez Baptiste. Laure explique à ce dernier que pendant sa jeunesse, sa cousine lui avait fait du mal en lui volant son petit copain. Bien que prévenu, le médecin se laisse séduire par Anita qui entend bien répéter le passé. Laure s’en inquiète et tente toute la journée de joindre Baptiste. Mais Anita l’a entraîné après un déjeuner bien arrosé dans une crique où, après un bain de mer, ils finissent par faire l’amour. Baptiste s’en veut immédiatement, d’autant que la jeune femme ne cache pas son cynisme. Pour achever son plan destructeur, elle organise une rencontre avec sa cousine et embrasse Baptiste au moment opportun. Dévastée, Laure récupère ses affaires chez Baptiste et met fin à leur relation. Au bar, Louis et Jessica ont besoin d’une chanteuse pour assurer l’animation d’une soirée. Louis pense rapidement à Caroline qu’il sait mélancolique dans son rôle de maman isolée, au mas que Patrick a racheté dans l’arrière-pays. D’abord réticente car prise au dépourvu, la jeune chanteuse s’épanouit à nouveau lorsqu’elle retrouve la scène. Elle décide de reprendre la musique et remercie ses amis de lui avoir redonné l’envie. |    |                             |                |                                        |               |
| 34 | 21 | Affaires de famille         | Yann Michel    | Grégory Boutboul                       | 27 mai 1997   |
| Baptiste tente de convaincre Laure de bien vouloir lui laisser une seconde chance, mais la jeune femme a beaucoup souffert. Pourtant, elle est presque prête à lui pardonner avant de l’apercevoir serrer Élisabeth dans ses bras. Cette dernière nourrit en effet certainement l’espoir de récupérer son ancien amant. S’en est trop pour Laure qui remet sa démission au professeur Chouchan, et demande à Jessica de pouvoir revenir vivre à la villa. Louis s’invente tous les prétextes pour venir au mas voir Caroline et Tom, mais c’est plutôt dans l’espoir d’y croiser Nina, dont il est tombé amoureux. La jeune femme éprouve également des sentiments envers lui, mais elle fait la connaissance de Grégory qui lui propose une balade en catamaran. Les deux frères finissent par devenir rivaux pour la même fille, au grand dam de Claude qui déteste voir ses fils se déchirer. Mais Nina fait son choix et déclare son amour à Louis. Grégory décide de repartir en mer, mais Jessica lui annonce intentionnellement la rupture entre Laure et Baptiste, afin que le marin revienne sur sa décision. |    |                             |                |                                        |               |
| 35 | 22 | L'intrus                    | Éric Summer    | Patrice Dard                           | 28 mai 1997   |
| Samuel revient à Saint-Tropez avec l’espoir de reconquérir Caroline. Cette dernière chante à nouveau au bar et connaît un petit succès. Patrick, lui, s’occupe de Tom comme de son propre fils entre deux tournages. Le retour de Samuel vient donc semer le trouble dans le bonheur tranquille que s’est construit Caroline. D’ailleurs, elle ne souhaite pas lui révéler qu’il est le père biologique de son fils. Mais le chanteur a des doutes et usant de malice, il fait révéler la vérité par Jessica. Ne pouvant lui cacher Tom davantage, Caroline accepte de passer du temps tous les trois. Le jeune homme jure de vouloir changer et écrit une chanson en l’honneur de son fils. La chanteuse, attendrie par ces moments heureux, envisage de laisser à Samuel une énième chance. Mais lorsque Patrick rentre précocement d’un tournage, Samuel enlève Tom et l’emmène sur son bateau. Caroline finit par le récupérer et explique à Samuel qu’elle préfère la sécurité que lui apporte Patrick. À la villa, Grégory et Laure jouent au chat et à la souris. Les deux anciens amants cohabitent difficilement d’autant que leurs sentiments l’un envers l’autre sont loin d’être dissipés. Mais sa rupture avec Baptiste étant trop récente, Laure souhaite réfléchir et rester seule. Elle finit par quitter la maison pour retourner s’installer chez ses parents, tout en envisageant une mission humanitaire à l’étranger. |    |                             |                |                                        |               |
| 36 | 23 | Raison et sentiment         | François Azria | Soline Delmas                          | 29 mai 1997   |
| Laure tombe nez à nez avec Élise dans la rue. Surpris du retour de la femme d’Alain en ville, elle apprend qu’elle est sur le point d’épouser un autre homme, Arnaud. Hubert de Talence ne tarde donc pas à faire parvenir à Alain les papiers du divorce. Toujours amoureux de sa femme, Alain refuse leur séparation. Hubert le menace alors de fermer le Club Ibiza dont il est actionnaire et pour lequel Alain s’est lourdement endetté auprès de son beau-père. Laure, elle, essaie d’ouvrir les yeux d’Élise pour lui faire comprendre que son père régit sa vie. Mais c’est un accident au cours duquel Alain se fait renverser par une voiture qui fait réaliser à la jeune femme qu’elle aime son mari. Nina et Louis, eux, vivent le parfait amour. Mais Nina aimerait passer plus de temps avec le jeune homme. Louis propose donc à Nina de travailler à la plage, mais le métier de serveuse n’est pas du tout fait pour elle, ce qui engendre une violente dispute entre les deux. Nina propose alors à Louis de venir travailler avec elle dans les vignes à la bastide, ce qu’il accepte. Il annonce ainsi à Jessica qu’il ne travaillera plus avec elle au Saint-Tropez. |    |                             |                |                                        |               |
| 37 | 24 | Le soupçon                  | Éric Summer    | Patrick Tringale                       | 30 mai 1997   |
| Laure a été retenue pour la mission humanitaire. Elle s’apprête donc à quitter Saint-Tropez et souhaite en informer Grégory. Puisque ce dernier ne la retient pas, elle considère que c’est la seule solution afin d’oublier son amour de jeunesse, malgré les conseils de sa mère. Plus tard, Grégory fait la rencontre de Marie, une strip-teaseuse sous l’emprise de son patron. Le jeune homme étant incapable de rentrer seul, Marie le raccompagne chez lui. C’est à cette occasion que Laure la croise et s’imagine le pire, elle qui était finalement venue avouer son amour à Grégory. Marie finit par désamorcer le quiproquo auprès de Laure, qui retrouve enfin son amoureux et annule son départ. De son côté, Caroline n’est plus heureuse avec Patrick depuis qu’elle a revu Samuel. Ses sentiments pour le musicien sont plus forts, et elle se confie à Jessica. Décidée à ne plus mentir à Patrick, elle lui annonce leur rupture. Ce dernier prend très mal cette décision, d’autant qu’il est très attaché à Tom. Quand Samuel débarque à la bastide alors que Caroline est déjà partie, Patrick lui ment en prétendant qu’elle est partie à l’étranger avec la ferme intention de couper les ponts avec lui. Mais pris de remords, il finit par lui dire la vérité. Samuel et Caroline se retrouvent alors. |    |                             |                |                                        |               |
| 38 | 25 | Le cœur en balance          | Éric Summer    | Soline Delmas                          | 2 juin 1997   |
| Marie ne veut plus travailler au Sérail comme strip-teaseuse. Elle se rapproche de Laure qui la met en relation avec Claude, dans l’espoir que ses relations à la mairie lui permettent d’aider la jeune femme. Claude tombe immédiatement sous son charme et lui promet de tout faire pour la sortir de cette situation, en commençant par la loger chez lui. Il lui trouve également un travail de serveuse sur le port. Mais Danny, le patron du Sérail, ne tarde pas à la retrouver et à la menacer. Lorsque la presse fait état de la relation naissante entre l’adjoint au maire et la strip-teaseuse, cette dernière préfère retourner au cabaret. Préférant ne pas passer à côté de cette belle histoire, Claude démissionne et propose à la jeune femme de commencer avec lui une nouvelle vie ailleurs. Pour ce faire, il décide de vendre la plage où Jessica se débrouille seule tant bien que mal depuis que Louis est aux côtés de Nina au mas. Mais le garçon étouffe dans ce monde qui n’est pas fait pour lui, et il se dispute avec sa compagne. Réalisant qu’il n’est pas heureux dans les vignes, il propose à son père de lui racheter la plage. Claude accepte, pour le plus grand bonheur de Jessica qui n’envisageait pas de travailler pour un autre patron. |    |                             |                |                                        |               |
| 39 | 26 | Oui ou non                  | Éric Summer    | Pascale Mémery                         | 3 juin 1997   |
| Laure et Grégory vont se marier. Louis et Jessica s’occupent de la cérémonie qui se déroule à la plage. Pour l’occasion, Nicole revient à Saint-Tropez et s’installe chez Claude. Elle y fait la connaissance de Marie, qui a beaucoup de mal à gérer la complicité entre les parents Lacroix. Bien plus jeune et se dévalorisant de par son ancien boulot de strip-teaseuse, Marie complexe face à la femme épanouie et raffinée qu’incarne Nicole aux yeux de Claude. Mais ce dernier parvient à la rassurer quant à ses sentiments envers elle. Grégory, lui, voit réapparaître Valentine, une conquête parmi tant d’autres de l’époque où Laure fréquentait Baptiste. La jeune femme, obsédée par le marin, lui annonce être enceinte de lui dans l’espoir de faire annuler le mariage. Mais sur les conseils de son frère Louis, Grégory ne dit rien et la cérémonie a lieu en présence des parents et des amis. Mais alors que la fête bat son plein, Valentine débarque et révèle sa grossesse à Laure, qui s’effondre. La jeune femme rend sa bague à Grégory et décide de ne plus partir avec lui en lune de miel sur le bateau qu’il doit skipper pour un voyage de trois mois. Jessica et Laure finissent par avoir une longue discussion qui persuade l’apprentie médecin de partir avec Grégory. En chemin pour le retrouver, Laure porte secours à Valentine qui vient de se faire renverser après avoir été violemment rejetée par Grégory. À la clinique, les examens sont rassurants mais Laure découvre que Valentine n’a jamais été enceinte. Laure s’arrange alors pour rejoindre le bateau en pleine mer et retrouve son nouvel époux. |    |                             |                |                                        |               |